# 阿姆斯特丹新西區

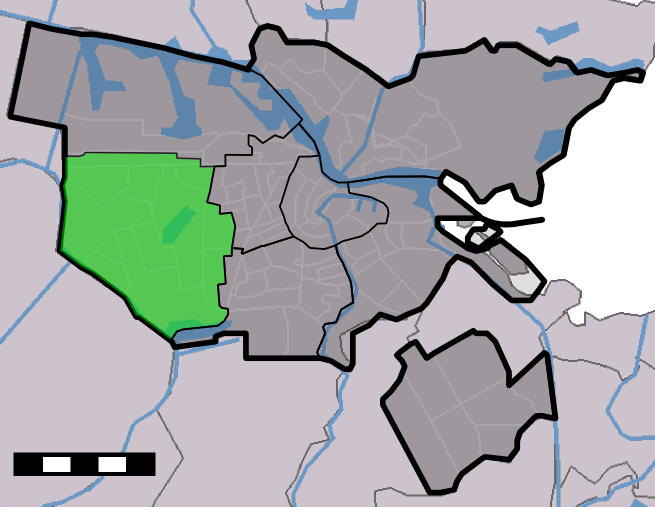
阿姆斯特丹新西區的位置

阿姆斯特丹新西區（Amsterdam Nieuw-West）是荷蘭阿姆斯特丹的一個行政區劃。阿姆斯特丹新西區創建於2010年，由Osdorp、Geuzenveld-Slotermeer、Slotervaart三個區合併而成。2013年，阿姆斯特丹新西區有人口142,000人。

## 外部連結
- Borough of Amsterdam Nieuw-West

52°21′39″N 4°49′16″E / 52.36083°N 4.82111°E